# Eksjö község
Eksjö község (svédül: Eksjö kommun) Svédország 290 községének egyike.  Jönköping megyében található, székhelye Eksjö.

## Települések
A község települései:
| Település    | Népesség | Megjegyzés         |
| ------------ | -------- | ------------------ |
| Bruzaholm    | 274      |                    |
| Eksjö        | 9676     | a község székhelye |
| Hjältevad    | 345      |                    |
| Hult         | 473      |                    |
| Ingatorp     | 501      |                    |
| Mariannelund | 1554     |                    |